# Rue Verte-Voie
La Rue Verte-Voie, un chemin creux long de 669 mètres, faisait le lien entre deux rues à Rocourt (Belgique); elle a été coupée aux extrémités par l’échangeur de Vottem, mais elle a continué à être utilisée comme chemin de promenades.  Son assiette appartient au domaine public, mais elle a été remblayée à plusieurs endroits et en 2018 clôturée par un riverain,.

## Historique
Ce chemin associé à la géographie agraire, mais est probablement bien plus ancien et persiste dans le cadastre contemporain<. Ce chemin reliait Liège et Tongres a travers la Hesbaye. Il était emprunté par les villageois et par de grands voyageurs, des chevaux et des chars, des armées, puis les postes et diligences.  Particulièrement, il a joué un rôle important lors de la Bataille de Rocourt de 1764, qui se déroulait dans la plaine entre les villages de Rocourt, Vottem, Milmort et Liers.

## Situation

### Situation originelle
Ce chemin apparaît à l’Atlas des chemins vicinaux (1841). La publication à l’atlas garantit un droit de passage pour le public ainsi qu’un droit de propriété sur l’assiette du chemin au profit de la commune de Rocourt, incorporée en 1976 dans la Ville de Liège. Il reliait Rue de l’Arbre Sainte Barbe au Chemin n° 3 de Liège (actuellement Rue Visé-Voie).

### Situation actuelle
Le premier tronçon est coupé par l'E40, mais on peut emprunter la Rue de l'Arbre Sainte-Barbe, et, après le pont, une déviation a été prévue lors de la construction de l’autoroute vers 1960, déviation qui permettait d’accéder la Rue Verte Voie, un chemin creux de 6 mètres de profondeur, très clair sur les cartes IGN. Il a cependant été coupé par des riverains et remblayé par endroits. Notamment, juste après le début, sur une courte distance, le chemin est remblayé et clôturé. D’après les images aériennes, ce remblai occupe un tronçon d'environ 25 m. Après cette partie remblayée, un tronçon de 150 m de chemin creux subsiste. Cette partie est enclavée entre des remblais que remplissent le chemin du côté sud et du côté nord. La végétation est envahissante mais de type herbeuse. Il n'y a ni arbres ni arbustes, ce qui indique que l'abandon ne serait pas plus vieux que 10 ans. Ce chemin creux offre une grande biodiversité, en contraste avec les monocultures des champs de Hesbaye. Plus loin, ce chemin est remblayé et barré par clôture et haie. De fait, le Chemin n°1 ou Rue Verte-Voie a été incorporé dans le parc privé de François Fornieri. En Juin 2020, le dossier est à l’information au Parquet de Liège pour infractions urbanistiques, dont l’appropriation de chemins publics. En 2021, une tentative de régularisation, comprenant un détournement a été entreprise.

## Odonymie
Le nom Verte-Voie a sans doute été donné à ce chemin en raison de son caractère verdoyant qui subsiste toujours. Le numéro 1 a été attribué à ce chemin dans l’Atlas des chemins vicinaux (1841). Il s’agit d’un numéro séquentiel, tous chemins et sentiers confondus, appartenant à une même commune avant leur fusion.

## Paysage
Le chemin creux passe dans un paysage rural, témoin des paysages de l’époque pré-industrielle des faubourgs nord de la Ville de Liège.

## Voiries adjacentes

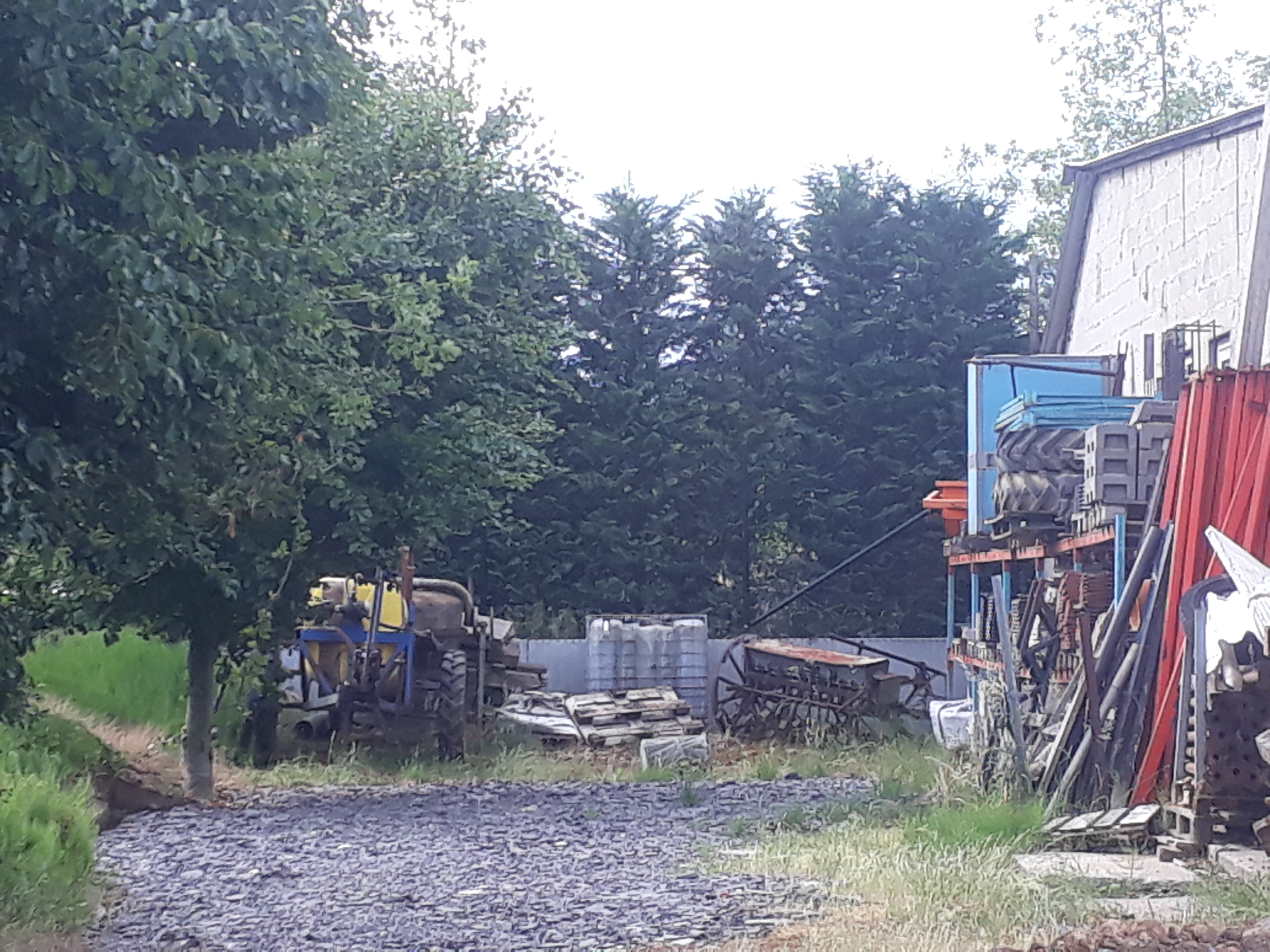
Chemin numéro 1 à Rocourt clôturé

- Rue de l’Arbre Sainte Barbe
- Rue Visé-Voie
- Chemin 13

## Fonction actuelle
On attribue aux chemins vicinaux une importance esthétique et paysagère, sociale, touristique ainsi parfois qu'en termes de service écosystémique (en tant qu'éléments naturels relictuels susceptible de participer à la trame verte). Particulièrement, la Rue Verte Voie, un chemin creux encaissé, pourrait très bien  faire partie d’un circuit de promenade dans le milieu péri-urbain de Rocourt.